# Jagdgeschwader 133
133-тя винищувальна ескадра (нім. Jagdgeschwader 133 (JG 133) — винищувальна ескадра Люфтваффе напередодні Другої світової війни. 1 травня 1939 року переформована на 53-тю винищувальну ескадру (JG 53).

## Історія
133-тя винищувальна ескадра заснована 1 листопада 1938 року на аеродромі Вісбаден-Ербенгайм на основі підрозділів штабу, I і II авіагруп 334-ї винищувальної ескадри (нім. JG 334).

## Командування

### Командири
- оберстлейтенант Вернер Юнк (нім. Werner Junck) (1 листопада 1938 — 1 травня 1939)

## Бойовий склад 133-ї винищувальної ескадри
- Штаб (Stab/JG133)
- 1-ша група (I./JG133)
- 2-га група (II./JG133)